# Павло Шварц
Павло Шварц (нар. 25 липня 1982, Луцьк) — український євангелічний священнослужитель, екуменічний та благодійний діяч, Єпископ Німецької Євангелічно-Лютеранської Церкви України.

## Життєпис
Народився 25 липня 1982 року в місті Луцьк, Волинська область. У 2011 році закінчив богословські студії в християнській академії богослов'я у Варшаві. Після навчання проходив церковну практику в Євангелічно-Аугсбурзькій церкві у Польщі. Павло навчався у Біблійної школи при Центрі місії та євангелізації KE-A у Польщі в Дзингелові. У 2012 році був ординований на пастора та призначений на служіння євангелічних громадах у Харкові, Полтаві, Лозовій та Кременчуці. З 2017 року засновник та директор Благодійного Фонду "Дияконія Україна". У зв'язку з кризою всередині Німецької Євангелічно-Лютеранської Церкви України та звільненням колишнього єпископа Сергія Машевського, 9 жовтня 2018 року Павло Шварц був обраний Синодом Єпископом-візитатором. Пізніше, 26 жовтня 2019 року Синод НЄЛЦУ обрав його Єпископом Церкви на 5-річний термін. 30 листопада 2019 року був благословенний на служіння Єпископа Німецької Євангелічно-Лютеранської Церкви в Україні. Богослужіння відбулося в Катерининській церкві в Києві, де взяли участь представники Союзу Євангелічно-Лютеранських Церков Росії та інших держав, єпископ Євангелічно-Лютеранської Церкви Польщі Єжи Самец., єпископ Західного дистрикту Словаччини, генеральний секретар Союзу Мартіна Лютера Міхаель Хюбнер, генеральний секретар Спільноти Протестантських Церкво Європи Маріо Фішер та інші високоповажні гості. 